# Circuito de Papez

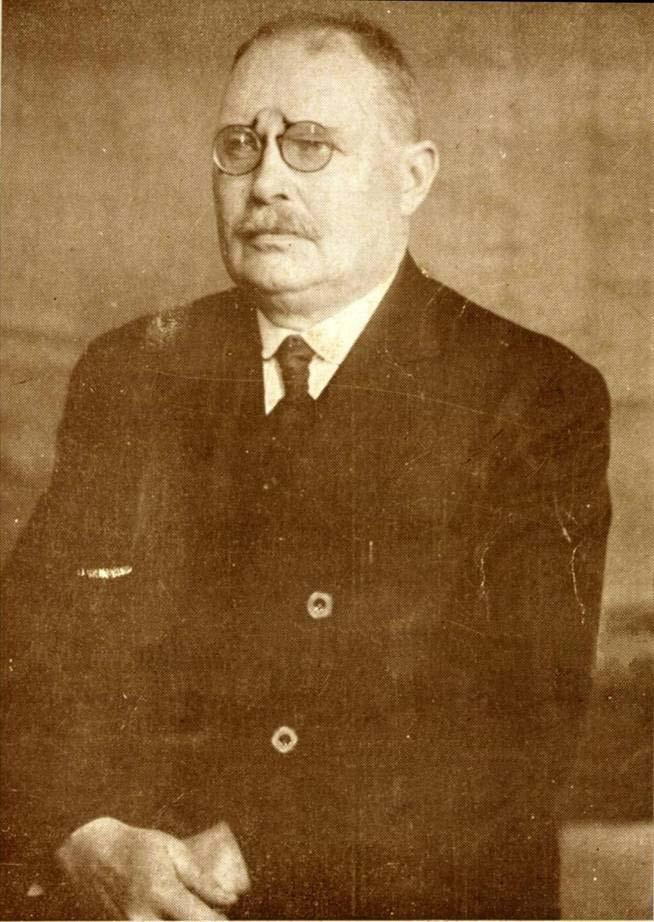
Christofredo Jakob, descubridor del cerebro visceral (1908).

El circuito de Jakob-Papez es un conjunto de estructuras nerviosas situadas en el cerebro, que forman parte del sistema límbico y están implicadas en el control de las emociones. 

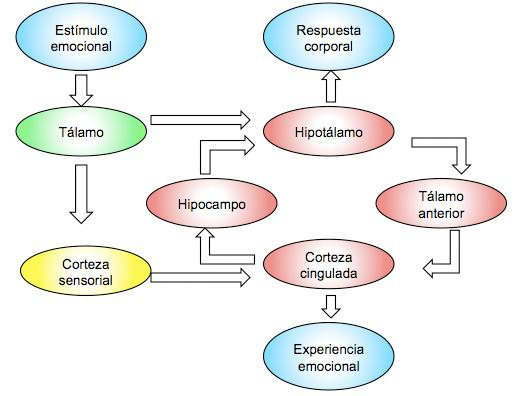
Circuito de Papez

El circuito comienza cuando un estímulo emocional se presenta, este llega directamente al tálamo, de donde va a la corteza sensorial y al hipotálamo. Cuando la información proveniente de estas dos estructuras es integrada por la córtex cingulado o corteza cingulada ocurre la experiencia emocional, es decir, las sensaciones se convierten en percepciones, pensamientos y recuerdos. Papez demostró que la corteza cingulada y el hipotálamo están interconectados mediante el núcleo anterior del tálamo, el hipocampo  y los cuerpos mamilares, y que estas conexiones son necesarias para el control cortical de la expresión emocional.
Su nombre original es el de "centro visceral", con el que apropiadamente lo designó su descubridor Christofredo Jakob (Baviera, Alemania, 1866 - Buenos Aires, Argentina, 1956) al comunicarlo en el Congreso Médico de 1910. El descubrimiento del centro visceral, fue publicado en dos libros de Jakob: Das Menschenhirn (1911) y Atlas del cerebro de los mamíferos de la República Argentina. Estudios anatómicos, histológicos y biológicos comparados sobre la evolución de los hemisferios y de la corteza cerebral (1913). 
La descripción inicial de Jakob, así como nuevos resultados en neurobiología, psicofisiología y estudios de la función cerebral, han elucidado un amplio circuito, mucho mayor que el que imaginó Papez. El circuito de Jakob o cerebro visceral comienza en el hipocampo. Las fibras eferentes de las neuronas hipocámpicas salen por el trígono (fórnix), formando parte de las fibras postcomisurales del pilar anterior que llegan a los cuerpos mamilares. De allí se dirigen al núcleo anterior del tálamo a través del haz mamilo talámico de Vicq D’azyr. Luego se incorporan al fascículo del cíngulo (que es un haz de sustancia blanca en el interior de la circunvolución del cíngulo) y se dirigen hacia atrás para entrar en la circunvolución del hipocampo, completando así el circuito. El cerebro visceral incluye, así, la corteza prefrontal, las amígdalas cerebrales y los núcleos grises del septum o septales entre otras áreas. Los primeros son componentes clave para su función.

## Historia
Tras una larga investigación comenzada en Alemania antes de 1890 y prolongada en el Hospital Borda desde 1899, Jakob, neurobiólogo y filósofo germano-argentino y figura central en la tradición conocida como escuela neurobiológica argentino-germana, lo comunicó en castellano en numerosas ocasiones y en alemán, desde Múnich, en obras mundialmente resonantes desde 1911. Pero las rivalidades de las grandes potencias parecen haber desempeñado un rol en que su descubrimiento del cerebro visceral permaneciera silenciado en las neurociencias angloestadounidenses. En ellas el descubrimiento de Jakob en Buenos Aires fue erróneamente atribuido a James Papez, quien tres décadas después lo había descrito en parte en un brevísimo artículo científico en inglés, y luego, al adquirir esas neurociencias el prestigio mundial predominante en la segunda mitad del siglo veinte, esa falsa atribución se extendió. No obstante en la Argentina y otros países de la región a ese sector del cerebro se lo designaba como cerebro visceral y se enseñaba como cosa bien conocida que su descubrimiento se debía a Jakob. Incluso ya en 1964 un catedrático de neurología en la Facultad de Medicina de la Universidad de Buenos Aires, el profesor Orlando, denunció el error en una revista científica de amplia circulación, pero el silenciamiento se mantuvo. Lo mismo ocurrió tras las conmemoraciones del descubrimiento en diversos aniversarios, realizadas en el Hospital Borda.

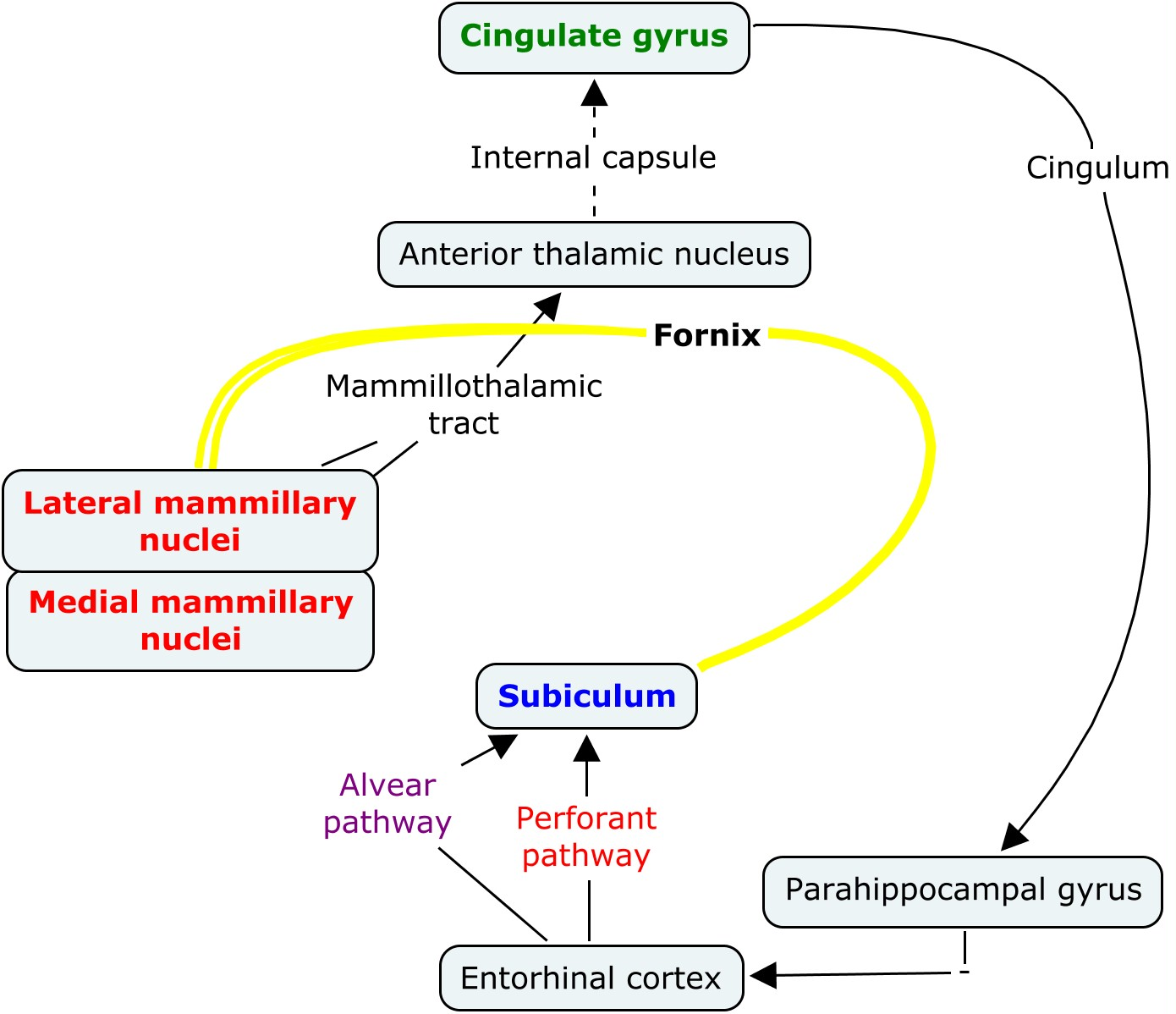
Circuito de Papez

### Controversia
La incorrecta atribución se mantuvo en las neurociencias dependientes de fuentes angloestadounidenses hasta 2008, en que Lazaros C. Triarhou conmemoró también en inglés el centenario del descubrimiento por Jakob del cerebro visceral y puntualizó en esa contribución de la escuela neurobiológica argentino-germana una desatendida precedencia en neurobiología de los afectos ("an unheeded precedence in affective neuroscience"). Según Triarhou, "El crucial descubrimiento del cíngulo (gyrus cinguli, o corteza cingular) como estructura cerebral que recibe estímulos desde músculos y vísceras (propriocepción e interocepción) es trazado hasta un trabajo de
1907/1908 de Christofredo Jakob. Además, el involucramiento de los cuerpos mamilares, núcleos anteriores del tálamo, corteza cingular e hipocampo en el circuito del cerebro emocional (esto es, todos los elementos del "circuito de Papez" de 1937) fue publicado por Jakob en sus
monografías de 1911 y 1913 sobre neuroanatomía humana y comparada. En esas obras, Jakob también describe la proyección tálamocingular --cuyo descubrimiento por lo común se atribuye a un estudio de 1933 hecho por Le Gros Clark y Boggon-- e introduce el término "cerebro visceral", comúnmente atribuido a un artículo de 1949 por MacLean. El presente artículo incluye las primeras traducciones al inglés de los pasajes relevantes de Jakob, que incontrovertiblemente documentan su prioridad cronológica en descubrir el cerebro visceral y varios de sus elementos constitutivos esenciales.

## El circuito de Papez como explicación a conductas violentas
El circuito de la furia, circuito de Papez, es el término que Steven Pinker utiliza en su libro “Los ángeles que llevamos dentro” para denominar a esa sección del cerebro humano en la que se encuentra la parte común a la de todos los mamíferos, la más primitiva. Pinker afirma que el cerebro humano es una versión aumentada y alabeada del cerebro de otros mamíferos. En nuestros peludos primos podemos observar las partes más importantes […]. Entre esas partes hay una red de regiones que ha recibido el nombre de “circuito de la furia”.
La activación de este circuito serviría para explicar momentos en los que el ser humano se comporta de forma violenta e irracional. Pinker expone que el control sobre esas capas más primitivas del cerebro es limitado. Así, la capacidad racional se queda en ocasiones al margen de poder redirigir la conducta agresiva. El de la furia es uno de los diversos circuitos que controlan la agresividad en los mamíferos no humanos y [...] ayuda a comprender las diversas formas de agresividad también en los seres humanos.